# Rion Sumiyoshi
Rion Sumiyoshi (jap. 住吉 りをん Sumiyoshi Rion; * 15. August 2003 in Tokyo) ist eine japanische Eiskunstläuferin, die im Einzellauf antritt.

## Sportliche Karriere
Sumiyoshi begann 2007 mit dem Eiskunstlauf. Sie nahm in der Saison 2018/19 zum ersten Mal an den japanischen Juniorenmeisterschaften teil, wo sie den 9. Platz belegte. In derselben sowie in der folgenden Saison vertrat sie Japan im Junior Grand Prix; ihr größter Erfolg war eine Bronzemedaille beim Junior Grand Prix in Kanada 2018. Bei den japanischen Juniorenmeisterschaften 2021/22 gewann Sumiyoshi die Silbermedaille. Sie wurde zu den Juniorenweltmeisterschaften entsandt, wo sie Achte wurde.
In der darauffolgenden Saison wechselte Sumiyoshi in den internationalen Wettbewerb der Erwachsenen. Sie erhielt zwei Einladungen in die Grand-Prix-Serie. Bei beiden gewann sie eine Bronzemedaille, verpasste aber knapp die Qualifikation für das Finale. Sie vertrat Japan bei den Winter World University Games 2023 in Lake Placid und erreichte dort den 4. Platz.
In der Saison 2023/24 erhielt Sumiyoshi Einladungen zum Grand Prix de France und zum Grand Prix Finnland. In Frankreich gelang ihr in der Kür ein vierfacher Toeloop und sie gewann die Bronzemedaille. In Finnland gewann sie Silber und konnte sich damit diesmal für das Finale qualifizieren. Dort belegte sie den 6. Platz.

## Ergebnisse
| Meisterschaft / Saison             | 2018/19 | 2019/20 | 2020/21 | 2021/22 | 2022/23 | 2023/24 |
| ---------------------------------- | ------- | ------- | ------- | ------- | ------- | ------- |
| World University Games             |         |         |         |         | 4.      |         |
| Japanische Meisterschaften         |         |         | 12.     | 8.      | 14.     | 10.     |
| Grand-Prix-Wettbewerb / Saison     | 2018/19 | 2019/20 | 2020/21 | 2021/22 | 2022/23 | 2023/24 |
| Grand-Prix-Finale                  |         |         |         |         |         | 6.      |
| Grand Prix Finnland                |         |         |         |         |         | 2.      |
| Grand Prix de France               |         |         |         |         | 3.      | 3.      |
| NHK Trophy                         |         |         |         |         | 3.      |         |
| Juniorenwettbewerb / Saison        | 2018/19 | 2019/20 | 2020/21 | 2021/22 | 2022/23 | 2023/24 |
| Juniorenweltmeisterschaften        |         |         |         | 8.      |         |         |
| Junior Grand Prix Kanada           | 3.      |         |         |         |         |         |
| Junior Grand Prix Lettland         |         | 8.      |         |         |         |         |
| Junior Grand Prix Slowenien        | 4.      |         |         |         |         |         |
| Asian Open                         | 6.      |         |         |         |         |         |
| Japanische Juniorenmeisterschaften | 9.      |         | 5.      | 2.      |         |         |